# 펑크버스터
펑크버스터(PunkBuster)는 온라인 게임의 치팅을 위해 사용되는 소프트웨어를 감지하기 위해 설계된 컴퓨터 프로그램이다. 로컬 머신의 메모리 내용을 스캐닝함으로써 이를 수행한다. 치트를 사용하도록 식별된 컴퓨터는 보호된 서버로부터의 연결에서 차단될 수 있다. 프로그램의 목적은 치팅하는 사람들을 격리시키고 이들이 적법한 게임을 방해하는 것을 방지하는 것이다. 펑크버스터는 Even Balance사에 의해 개발되고 배급되었다.

## 펑크버스터를 사용하는 게임
- 어쌔신 크리드 III
- 배틀필드 2
- 배틀필드 2142
- 배틀필드 3
- 배틀필드 1942
- 배틀필드 4
- 배틀필드: 하드라인
- 배틀필드: 배드 컴퍼니 2
- 배틀필드 히어로즈
- 배틀필드: 플레이4프리
- 배틀필드 베트남
- 콜 오브 듀티
- 콜 오브 듀티 2
- 콜 오브 듀티 4: 모던 워페어
- 콜 오브 듀티: 월드 앳 워
- 파 크라이
- 파 크라이 2
- 파 크라이 3
- 메달 오브 아너 (2010년 비디오 게임)
- 메달 오브 아너: 워파이터
- 니드 포 스피드: 프로스트리트
- 퀘이크 3 아레나
- 리턴 투 캐슬 울펜슈타인
- 솔저 오브 포춘 II: 더블 헬릭스
- 레인보우 식스: 베가스 2

## 같이 보기
- 밸브 안티 치트
- 블리자드 엔터테인먼트